# رود زهره

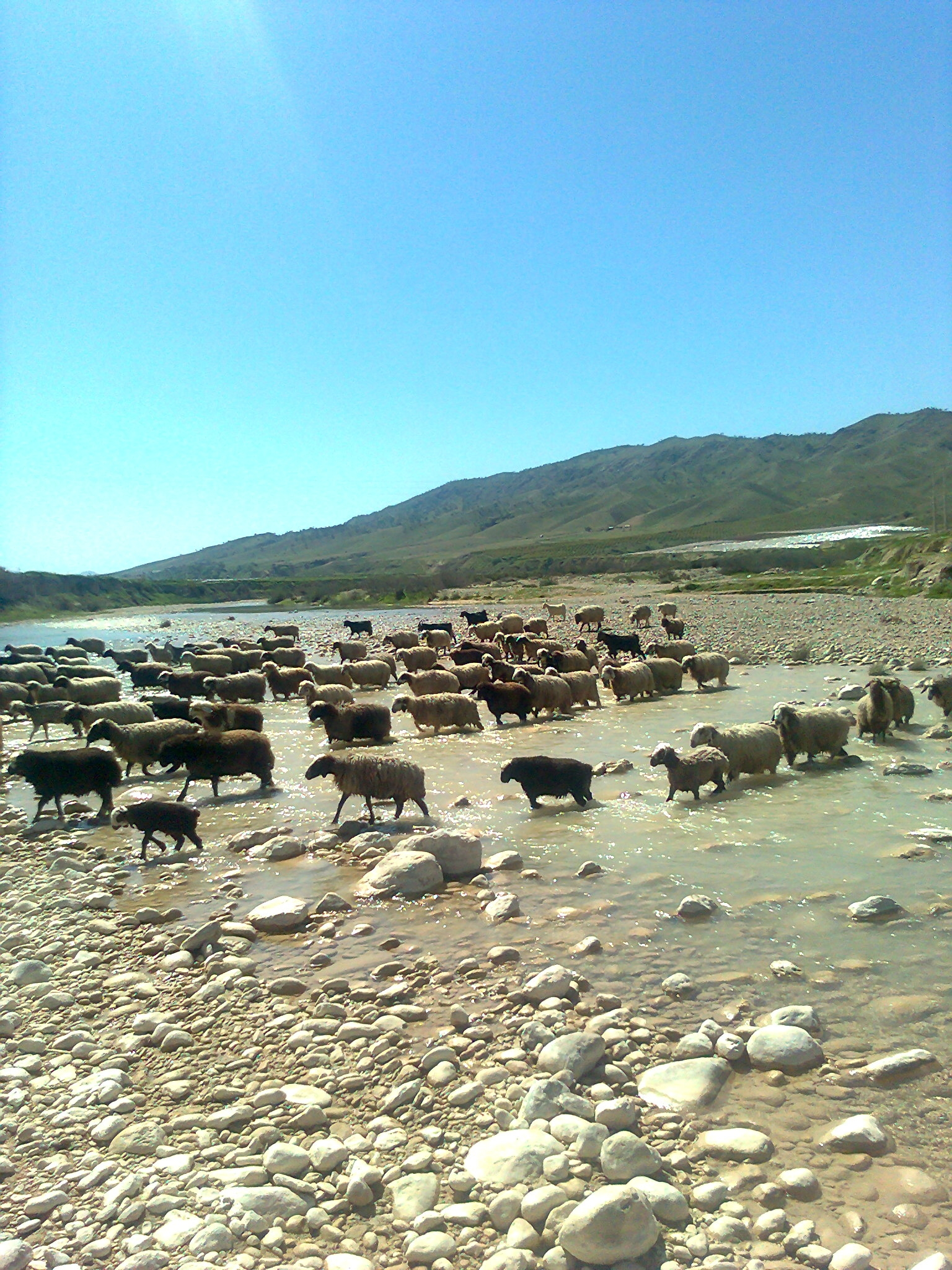
گوسفندان درحال عبور از رود زهره

رودخانه زهره یا هندیجان با طول تقریبی حدود ۴۷۵ کیلومتر در سه استان فارس، کهگیلویه و بویراحمد و خوزستان جریان دارد.

## سرچشمه
این رودخانه از دو رود فهلیان و تنگ شیو در شهرستان ممسنی در استان فارس و خیرآباد در منطقهٔ دهدشت در استان کهگیلویه و بویراحمد سرچشمه می‌گیرد.

## مسیر رودخانه
این رودخانه از کنار شهرهای اردکان، نورآباد و رستم در استان فارس می‌گذرد که در نورآباد به آن رودخانهٔ فهلیان می‌گویند. در میانه بردنگان رودخانه کتی به رود فهلیان می‌ریزد و پس از آن رود تنگ شیو هم به این رود می‌ریزد. پس از خروج از استان فارس، این رودخانه را زهره می‌نامند. رودخانه به مسیر خود به سمت جنوب غرب ادامه می‌دهد و از کنار شهرستان گچساران در استان کهگیلویه و بویراحمد عبور می‌کند که پس از ریخته شدن رودخانه‌های بابا منیر و هفت قنات در آن به سردشت (زیدون) بهبهان در استان خوزستان وارد می‌شود و با گذشتن از روستای سویره به سمت شهرستان هندیجان در جنوب تغییر مسیر داده و با گذشتن از این شهرستان به خلیج فارس می‌ریزد.

## آبزیان رودخانه
رودخانهٔ زهره در محدودهٔ شهرستان هندیجان به علت نزدیکی به خلیج فارس داری آبزیان متعددی است. آبزیان این رودخانه به دو گروه ماهیان آب شیرین و آب شور تقسیم می‌شوند.
ماهیان آب شیرین شامل سرخه یا سرخو، ماهی بچ و ماهیان آب شور نیز شوریده، شانک، خارو، میگو، سرز وصبور راشگو هستند.

## نام‌ها
این رودخانه بر حسب شهرها و دشت‌های که در مسیر خود از نزدیکی آنان می‌گذرد به نام‌ها مختلفی مثل اردکان، شش پیر، فهلیان، زیدون نامگذاری می‌شود که نام رسمی آن رودخانه زهره یا بر اساس آخرین شهری که از آن می‌گذرد و به دریا می‌ریزد رودخانه هندیجان نیز نامیده می‌شود.